# Trichoscarta curvata
Trichoscarta curvata är en insektsart som beskrevs av Victor Lallemand 1927. Trichoscarta curvata ingår i släktet Trichoscarta och familjen spottstritar. Inga underarter finns listade i Catalogue of Life.